# La Opinión de Tenerife
La Opinión de Tenerife è un giornale della provincia di Santa Cruz de Tenerife (Isole Canarie, Spagna), che è stato inizialmente pubblicato online l'11 settembre 1999. Ha i suoi editoriali e gli uffici amministrativi della città di Santa Cruz de Tenerife.